# Dactylispa mixta
Dactylispa mixta là một loài bọ cánh cứng trong họ Chrysomelidae. Loài này được Kung & Tan miêu tả khoa học năm 1961.